# باشكوي (سمعان)
باشكوي  قرية سوريّة تتبع إداريّاً لمحافظة حلب منطقة جبل سمعان ناحية حريتان، بلغ تعداد سكانها 1,448 نسمة حسب التعداد السكاني لعام 2004.